# متدثرة خنزيرية
متدثرة خنزيرية (الاسم العلمي: Chlamydia suis) هي نوع من البكتيريا يتبع جنس المتدثرة من الفصيلة المتدثرية.